# پیرولیزین
پیرولیزین (Pyrrolysine) که در حالت مخفف به صورت Pyl یا O نشان داده می‌شود، نوعی اسید آمینه است که به طور طبیعی وجود داشته و توسط ژنوم رمزگذاری می‌شود. این اسید آمینه جزء سازنده آنزیم‌های دخیل در متابولیسم تولید متان در برخی آرکی باکتری‌های متانوژن و همچنین یک نوع باکتری شناخته شده است. این اسید آمینه مشابه لیزین است، اما دارای یک حلقه پیرولین نیز هست که به انتهای زنجیره جانبی لیزین متصل است. این اسید آمینه بخشی از یک رمز ژنتیکی غیرطبیعی را در این ارگانیسم‌ها تشکیل می‌دهد. اسید آمینه پیرولیزین به عنوان بیست و دومین اسید آمینه پروتئین ساز (Proteinogen) در نظر گرفته می‌شود.
کمیته مشترک نامگذاری آیوپاک/ IUBMB به طور رسمی نماد سه حرفی "Pyl" و نماد تک حرفی "O" را برای این اسید آمینه در نظر گرفته است.